# Selenowo (Kaliningrad, Gurjewsk)
Selenowo (Зеленово, deutsch Adlig Pinnau, 1928 bis 1945 Pinnau, auch: Königlich Pinnau) ist eine Wüstung in der russischen Oblast Kaliningrad (Gebiet Königsberg (Preußen)). Der frühere Ort gehörte bis 1945 zum Kreis Heiligenbeil in Ostpreußen.

## Geographische Lage
Die Ortsstelle Selenowos resp. (Adlig/Königlich) Pinnaus liegt im Westen der Oblast Kaliningrad, 31 Kilometer nordöstlich der früheren Kreisstadt Heiligenbeil (heute russisch Mamonowo) bzw. 24 Kilometer südwestlich der heutigen Rajonshauptstadt Gurjewsk (deutsch Neuhausen).

## Geschichte

### Adlig Pinnau/Pinnau
Im Jahre 1269 wurde das seinerzeitige Pinnouwe erstmals urkundlich erwähnt. Der Ort mit seinem von einem großen Park umgebenden Gut wurde nach 1269 Pynnow, nach 1285 Pinnaw, nach 1610 Pinna genannt und hieß bereits vor 1785 Adlig Pinnau und ab 1928 Pinnau (ohne Zusatzbezeichnung). Als 1874 der Amtsbezirk Pokarben im ostpreußischen Kreis Heiligenbeil gebildet wurde, gehörte der Gutsbezirk Adlig Pinnau – neben der Landgemeinde Königlich Pinnau – von Anfang an dazu. Das Gutsdorf Adlig Pinnau zählte im Jahre 1910 62 Einwohner.
Am 8. März 1913 schlossen sich Königlich Pinnau und Adlig Pinnau zu einem neuen Gutsbezirk Adlig Pinnau zusammen. Am 30. September 1928 wurde der Gutsbezirk Adlig Pinnau in die neue Landgemeinde Pinnau umgewandelt. Die Zahl der Einwohner der neuen Gemeinde belief sich im Jahre 1933 auf 112 und im Jahre 1939 auf 67.
Als 1945 in Kriegsfolge das gesamte nördliche Ostpreußen an die Sowjetunion abgetreten wurde, betraf das auch die Gemeinde Pinnau. Erst im Jahre 1947 erhielt der Ort der Ort die russische Namensform „Selenowo“ und kam im gleichen Jahr zum Uschakowski selski Sowet (Dorfsowjet Uschakowo (= Brandenburg (Frisches Haff))), als dessen Verwaltungssitz zunächst Pinnau vorgesehen war. Der Dorfsowjet Uschakowo gehörte zum Rajon Laduschkin (Bereich Ludwigsort). 1965 wurde Selenowo in den Nowomoskowski selski Sowet (Dorfsowjet Nowo-Moskowskoje (= Poplitten/Pörschken)) im Rajon Gurjewsk (Bereich Neuhausen) eingegliedert. Aber schon lange vor 1975 war Selenowo nicht mehr besiedelt bzw. war verlassen und galt danach als untergegangene Siedlung (russisch Possjolok). Die Ortsstelle befindet sich jetzt im Rajon Gurjewsk in der Oblast Kaliningrad Russlands.

### Königlich Pinnau
Königlich Pinnau, nur wenige hundert Meter südlich von Adlig Pinnau gelegen, war ein alter Siedlungsort.  Ursprünglich auch nur „Pinnau“ genannt, trug er bereits vor 1785 die Zusatzbezeichnung „Königlich“, die ihn als Landgemeinde neben dem Gutsbezirk Adlig Pinnau kenntlich machte.
Wie Adlig Pinnau wurde auch Königlich Pinnau in den neu errichteten Amtsbezirk Pokarben im ostpreußischen Kreis Heiligenbeil eingegliedert. Allerdings wurde die Landgemeinde Königlich Pinnau bereits vor 1910 aufgelöst und zu einem gemeindefreien Bezirk umgewandelt, der im Jahre 1910 lediglich 1 (!) Einwohner aufwies. Dieser gemeindefreie Bezirk Königlich Pinnau schloss sich am 8. März 1913 mit Adlig Pinnau zum neuen Gutsdorf Adlig Pinnau zusammen, und sein Name verschwand somit aus den offiziellen Verzeichnissen.

## Religion
Adlig Pinnau, Königlich Pinnau und die Gemeinde Pinnau gehörten vor 1945 zum Kirchspiel der evangelischen Kirche Brandenburg (Frisches Haff)  (russisch Uschakowo) in der Kirchenprovinz Ostpreußen der Kirche der Altpreußischen Union.

## Verkehr
Die Ortsstelle Pinnaus resp. Selenowos liegt südlich der Regionalstraße 27A-020 (frühere russische Fernstraße A 194, ehemalige Europastraße 28, einstige deutsche Reichsstraße 1) und ist über einen Abzweig südlich von Pribreschny (Heyde-Waldburg, 1938 bis 1945 Heidewaldburg) auf Landwegen zu erreichen.